# Gare de Neufchâteau
Gare de Neufchâteau vasútállomás Franciaországban, Neufchâteau településen.

## Vasútvonalak
Az állomást az alábbi vasútvonalak érintik:
- Culmont-Chalindrey–Toul-vasútvonal

## Kapcsolódó állomások
A vasútállomáshoz az alábbi állomások vannak a legközelebb:
- Gare de Toul
- Gare de Merrey
- Gare de Culmont - Chalindrey